# Raymond Erraçarret
Raymond Erraçarret, né à Bourg-de-Bigorre le 6 mai 1925 et mort le 15 septembre 2018 à Tarbes, est un homme politique français, membre du Parti communiste français, maire de Tarbes de 1983 à 2001.

## Biographie
Raymond Erraçarret naît le 6 mai 1925 à Bourg-de-Bigorre dans une famille d'instituteurs.
Il débute dans la vie active comme instituteur.
En 1983, Raymond Erraçarret figure sur la liste du maire sortant Paul Chastellain (PCF), réélu au second tour avec 55 % des suffrages face à Jean Journé (UDF). Mais Paul Chastellain étant brutalement décédé le soir même du dépouillement, Raymond Erraçarret est élu maire quelques jours plus tard par le conseil municipal.
En 1989, à la tête d'une liste PCF homogène, il arrive en tête du premier tour des municipales avec 36 % des suffrages, devant la liste UDF-RPR menée par Jean Journé qui obtient 30 %, et la liste PS-MRG de Pierre Forgues, qui se classe troisième avec 27 %. Au second tour, il l'emporte face à Jean Journé par 54 % à 46 %.
En 1995, il est une dernière fois réélu à la tête de la ville avec 51 % des voix face à Gérard Trémège (UDF-RPR). Cette année-là, il fait partie des maires qui interdisent la mendicité sur le territoire de leur commune ; il se défend en affirmant agir seulement contre les mendiants agressifs ou salissant l'environnement.
En 2001, pourtant donné favori aux élections municipales, il est battu par le même adversaire qu'en 1995, pour 26 voix d'écart (49,9 % contre 50,1 % à la liste de droite). Raymond Erraçarret continue de siéger en tant que conseiller municipal d'opposition de 2001 à 2008, avant de se retirer de la scène politique tarbaise.
La ville de Tarbes lui doit des réalisations telles la création de la Zone Bastillac, la rénovation du conservatoire Henri-Duparc, le réaménagement de la place de Verdun ou encore la piétonisation d'une partie du centre ville. Fervent supporteur du Stadoceste Tarbais, Raymond Erraçaret contribua également au développement des infrastructures sportives du chef-lieu des Hautes-Pyrénées.
Conseiller général de Tarbes 1 (de 1979 à 1985) puis de Tarbes 3 (de 1988 à 2001), Raymond Erraçarret fut également candidat à plusieurs reprises à des élections législatives dans les Hautes-Pyrénées, en 1981, 1986 et 1993.
Raymond Erraçarret meurt le 15 septembre 2018 à l'âge de 93 ans.

## Postérité
- Un parc à Tarbes porte son nom.